# Saint-Hilaire (Lot)
Saint-Hilaire è un comune francese di 78 abitanti situato nel dipartimento del Lot nella regione dell'Occitania.

## Società

### Evoluzione demografica
Abitanti censiti